# خط السير الأنطونيوسي

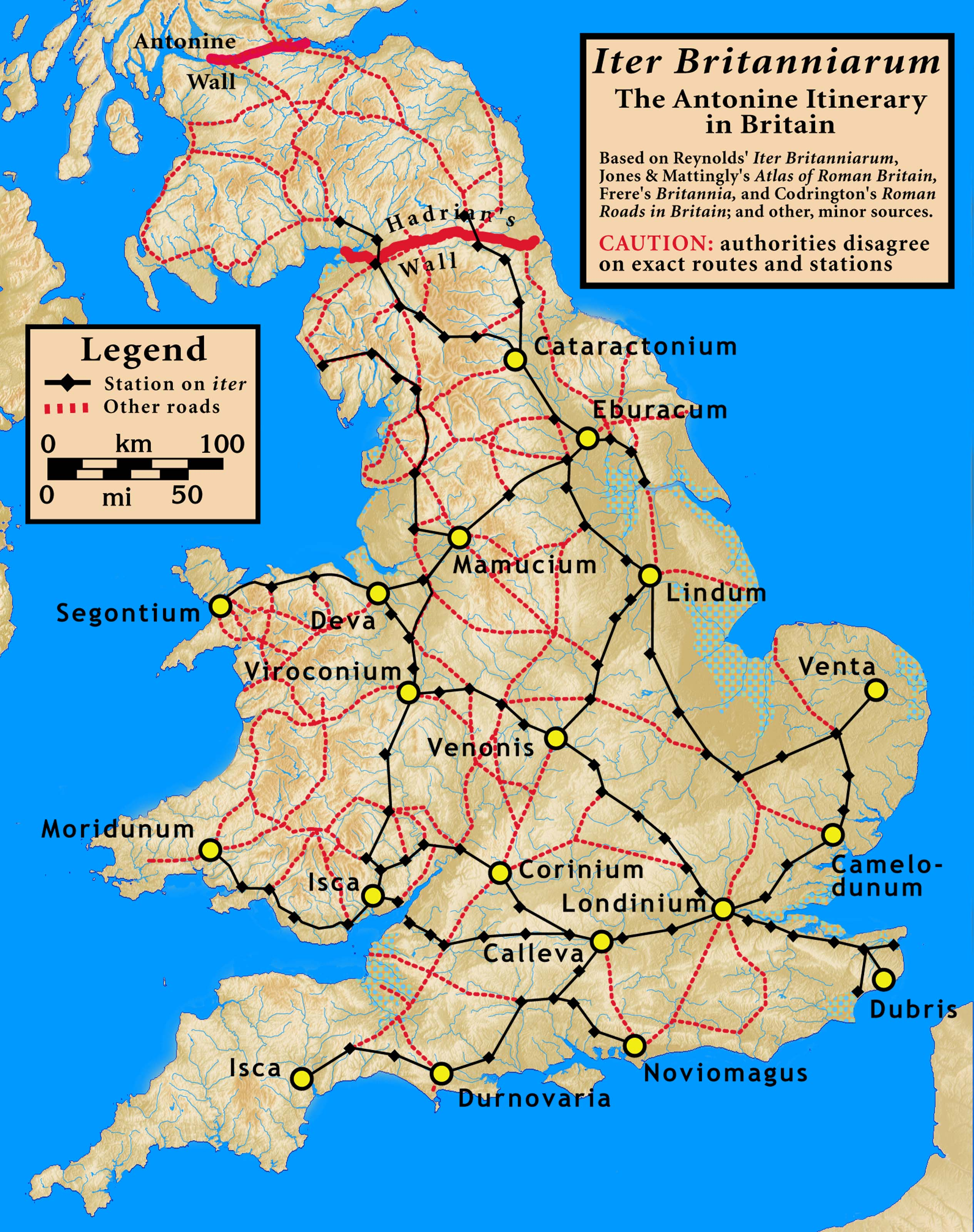
Iter Britanniarum، معروضة كخريطة طريق. الطرق والمحطات مرسومة بالتقريب. ترى هنا السور الأنطونيوسى وسور هادريان.

خط السير الأنطونيوسي (باللاتينية: Itinerarium Antonini Augusti)‏ ، تترجم حرفيا لـ «خط سير الإمبراطور أنطونيوس»، أو «خط السير الروماني» هو خط سير مشهور سُجِلَت فيه المحطات والمسافات على طول الطرق المختلفة. ويبدو أنه استند لوثائق رسمية، أو ربما من مسح تم إجراؤه في عهد أغسطس، وُصِفَ فيه طرق الإمبراطورية الرومانية. ونظرًا لندرة السجلات الأخرى الموجودة من هذا النوع، فهو يعتبر من السجلات التاريخية المهمة.
لا يُعرف تقريبًا أي شيء عن تاريخ العمل أو مؤلفه. يعتقد العلماء أنه من المحتمل أن نسخته الأصلية قد جُمِعَت بداية القرن الثالث. على الرغم من أنه يُنسب لأنطونينوس في القرن الثاني، لكن النسخة الأقدم الباقية نٌسِبت لعهد دقلديانوس وربما تم تأليفه في زمن كاراكلا.

## للاستزادة
- The standard modern edition of the Itinerary is in O. Cuntz, Itineraria Romana, vol. 1: Itineraria Antonini Augusti et Burdigalense (Leipzig 1929), nos, 1 – 75 (terrestrial), 76 – 85 (maritime).
- The first edition was by Geoffroy Troy: Torinus، Godofredus، المحرر (1512)، Itinerarivm prouinciarum omniu[m] Antonini Augusti : cum fragmento eiusdem necnon indice haud quaq[ue] asperna[n]do، Paris: Henricus Stephanus، OCLC:807069197
- Bernd Löhberg, Das 'Itinerarium provinciarum Antonini Augusti'  (2006)
- Chisholm، Hugh، المحرر (1910)، Encyclopædia Britannica (ط. Eleventh)، Cambridge، ج. II، مؤرشف من الأصل في 2021-10-03{{استشهاد}}:  صيانة الاستشهاد: مكان بدون ناشر (link)
- Codrington، Thomas (1918)، Roman Roads in Britain (ط. Third)، London: Society for Promoting Christian Knowledge (نُشِر في 1919)، مؤرشف من الأصل في 2021-10-03
- Dyer، Gilbert (1816)، Vulgar Errors, Ancient and Modern، Gilbert Dyer، مؤرشف من الأصل في 2021-10-03
- Parthey، Gustav؛ Pinder، Moritz، المحررون (1848)، Itinerarium Antonini Augusti et Hierosolymitanum، Berlin، مؤرشف من الأصل في 2022-06-29
- Reynolds، Thomas (1799)، Iter Britanniarum، Cambridge، مؤرشف من الأصل في 2018-05-21